# 布萊克沃爾站
布萊克沃爾站（英語：Blackwall DLR station）是碼頭區輕便鐵路（DLR）的一個車站，位於倫敦東部布萊克沃爾。布萊克沃爾站是穿過泰晤士河的布萊克沃爾隧道的入口，位於倫敦第2收費區。

## 外部連結
- Docklands Light Railway website - Blackwall station page （页面存档备份，存于）
- Map of Poplar, 1885 （页面存档备份，存于）